# Bernhard Kellermann
Bernhard Kellermann (Fürth, 4 de março de 1879 – Potsdam, 17 de outubro de 1951) foi um escritor e poeta alemão.
Considerado um dos mais populares autores alemães do começo do século XX e um dos mais vendidos, seu nome caiu no esquecimento na década de 1950. 

## Biografia
Kellermann nasceu na cidade de Fürth, no Reino da Baviera, em 1879. Aos 20 anos, ingressou na Universidade Técnica de Munique, focando em literatura alemã e pintura. Em 1904, começou a se firmar como escritor em trabalhos como Yester and Li, bastante popular na época, com 180 reimpressões. Seu livro Ingeborg (1906) ganhou 131 reimpressões antes de 1939.
Nos anos anteriores à Primeira Guerra Mundial, seus trabalhos começaram a ser publicados nos Estados Unidos e no Japão. O livro Das Meer (O Mar) foi adaptado para o cinema por Peter Paul Felner com grandes estrelas da época. Seu livro mais famoso Der Tunnel (O Túnel), de 1913, teve amplo sucesso comercial. As vendas passaram de 1 milhão de exemplares e ele foi traduzido para 25 idiomas.
Seus primeiros textos eram marcados pelo impressionismo e pela prosa. Seus trabalhos eram carregados de crítica social e diretamente relacionados a eventos da realidade. Durante a Primeira Guerra, Kellermann foi correspondente para o jornal Berliner Tageblatt, onde publicou vários relatos dos conflitos.

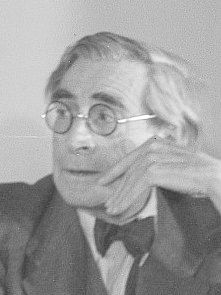
Bernhard Kellermann (1949)

Em 1920, seu livro Der 9. November (Nove de Novembro) foi lançado, que duramente criticava o comportamento de soldados e oficiais contra a população civil. O livro acabaria selando sua carreira de escritor durante a era nazista, sendo banido e queimado em praça pública. No começo de 1922, escreveu várias novelas e contos depois agrupados em coletâneas.
Em 1926, Kellermann tornou-se membro da Academia de Poetas da Prússia, da qual foi expulso em 1933. Em 1926, divorciou-se de sua esposa, a pintora Lene Schneider-Kainer enquanto viajava pelo mundo, passando pela Índia, Tailândia, Vietnã, China, entre outros países da Ásia.
Quando os nazistas assumiram o poder na Alemanha, seu livro Der 9. November foi banido das livrarias e bibliotecas e queimado em praça pública. A hostilidade contra o autor cresceu, mas Kellermann não fugiu do país, relegando-se a escrever histórias que não tivessem críticas sociais e políticas.
Após a queda do regime nazista, Kellermann trabalhou com Johannes R. Becher na Associação Cultural da Alemanha Oriental. Foi membro do Volkskammer, bem como chanceler da Sociedade Amiga Germano-Soviética. Seu comprometimento com a causa da Alemanha Oriental fez como que seu trabalho sofresse um novo boicote, dessa vez pelas nações ocidentais, inclusive a própria Alemanha Ocidental.

## Morte
Kellermann morreu em 17 de outubro de 1951, em Potsdam, aos 72 anos. Ele foi sepultado no Novo Cemitério de Potsdam.

## Publicações
- Yester und Li, (1904)
- Ingeborg, (1906)
- Der Tor, (1909)
- Das Meer [O Mar], (1910)

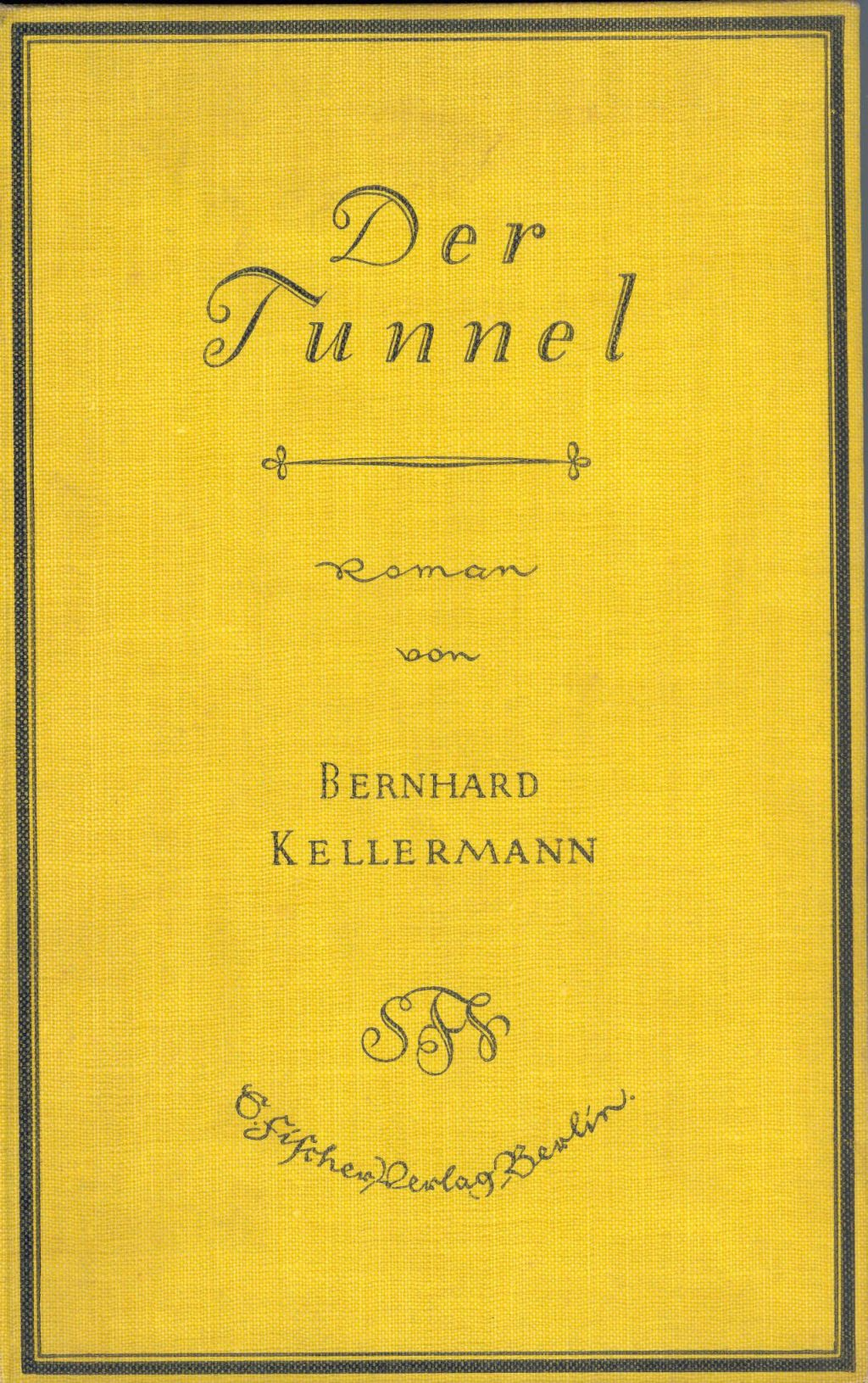
Romance mais popular de Bernhard Kellermann, com mais de 25 traduções, mais de 1 milhão de exemplares vendidos e quatro adaptações para o cinema

- Ein Spaziergang in Japan, Reisebericht [Um Passeio no Japão], diário de viagem (1910)
- Sassa yo Yassa. Japanische Tänze [Dança Japonesas] (1911)
- Der Tunnel [O Túnel], (1913)
- Der Krieg im Westen, Kriegsbericht [A Guerra no Ocidente, relatório de guerra] (1915)
- Krieg im Argonnerwald, Kriegsbericht [Guerra na Floresta de Argonner, relatório de guerra] (1916)
- Der 9. November [Nove de Novembro], (1920)
- Die Heiligen [Os Santos], (1922)
- Schwedenklees Erlebnis [Swedish Clover Experience] (1923)
- Die Brüder Schellenberg [Os Irmãos Schellenberg], (1925)
- Die Wiedertäufer von Münster [Os Anabatistas de Munster], peça de teatro(1925)
- Auf Persiens Karawanenstraßen [Caravanas Persas], diário de viagem (1928)
- Der Weg der Götter. Indien, Klein-Tibet, Siam [O Caminho dos Deuses. Índia, Tibete, Sião], diário de viagem (1929)
- Die Stadt Anatol (Cidade da Anatólia), (1932)
- Jang-tse-kiang (1934)
- Lied der Freundschaft [Canções de Amizade] (1935)
- Das blaue Band [A Banda Azul] (1938)
- Meine Reisen in Asien [Minhas Viagens pela [Ásia] (1940)
- Georg Wendlandts Umkehr [George Wendlandt's Reversal] (1941)
- Was sollen wir tun? [O que vamos fazer?], ensaio (1945)
- Totentanz (1948)
- "Wir kommen aus Sowjetrußland" [Viemos da União Soviética], relatório (1948)

### Póstumo
- Bernhard Kellermann zum Gedenken. Aufsätze, Briefe, Reden 1945-1951 [Bernhard Kellermann em memória: Ensaios, cartas e discursos] (1952)